# Placentonema gigantissima
Placentonema gigantissima – gatunek nicienia, pasożytującego w łożysku kaszalotów. Jest największym przedstawicielem nicieni: samice osiągają długość do 6,7–8,4 m i 1,5–2,5 cm szerokości. Uważa się, że tak niezwykle duży rozmiar jest wyrazem adaptacji do bardzo bogatego w składniki odżywcze środowiska. Samice posiadają 32 jajniki zamiast typowych jednego lub dwu.